# Gonnosnò
Gonnosnò – miejscowość i gmina we Włoszech, w regionie Sardynia, w prowincji Oristano. Graniczy z Albagiara, Ales, Baradili, Baressa, Curcuris, Genoni, Simala, Sini i Usellus.
Według danych na rok 2004 gminę zamieszkiwało 900 osób, 60 os./km².